# Itinga (kommun)
Itinga är en kommun i Brasilien.   Den ligger i delstaten Minas Gerais, i den sydöstra delen av landet, 700 km öster om huvudstaden Brasília. Antalet invånare är 14 407.
Följande samhällen finns i Itinga:
- Itinga

Omgivningarna runt Itinga är huvudsakligen savann. Runt Itinga är det glesbefolkat, med 11 invånare per kvadratkilometer.